# Saintpaulia inconspicua
Saintpaulia inconspicua är en tvåhjärtbladig växtart som beskrevs av Brian Laurence Burtt. Saintpaulia inconspicua ingår i släktet Saintpaulia och familjen Gesneriaceae. Inga underarter finns listade i Catalogue of Life.